# 서천군의회
서천군의회는 충청남도 서천군 지역을 관할하는 기초의회이다.